# Ž
Ž je trideseto, posljednje slovo hrvatske abecede. Označava zvučni postalveolarni frikativni suglasnik.
Ž je i oznaka ženskog spola.
U hrvatsku abecedu uveo ga je Ljudevit Gaj iz češkog. Za svoju su ga grafiju preuzeli i Slovenci i Bošnjaci.